# Tommy Karls
Sven Tommy Karls (ur. 13 października 1961 w Nyköping) – szwedzki kajakarz, srebrny medalista olimpijski z Los Angeles.
Zawody w 1984 były jego jedynymi igrzyskami olimpijskimi. Pod nieobecność zawodników z wielu krajów tzw. Bloku Wschodniego po medal sięgnął w czwórce na dystansie 1000 metrów. Osadę tworzyli również Per-Inge Bengtsson, Thomas Ohlsson i Lars-Erik Moberg. Zdobył srebrny medal mistrzostw świata w 1985 na dystansie 10 000 metrów.